# Sous-préfecture de la Sé

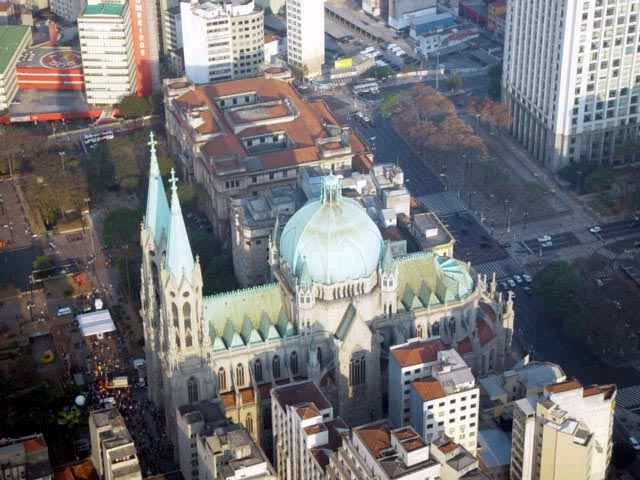
Cathédrale métropolitainde de São Paulo située dans le quartier de Sé

La sous-préfecture de la Sé est l'une des 32 sous-préfectures de la municipalité de São Paulo. Il comprend huit quartiers : Bela Vista ; Bom Retiro ; Cambuci ; Consolação ; Liberdade ; República ; Santa Cecília et Sé, qui représentent ensemble une superficie de 26,2 km2, et étaient habitées par 431 106 personnes en 2010. Cet arrondissement est régi par la loi no 13 999 du 1er août 2002.

## Historique
En 2002, sur la base d'un processus de décentralisation de la mairie de la municipalité de São Paulo, le Secrétariat de coordination des sous-préfectures — SMSP et 31 sous-préfectures ont été créés. Qui ont été créés pour remplacer les anciennes administrations régionales qui avaient été créées en 1973.
Les sous-préfectures ont été créées par la loi 13 399 de 2002 et étaient responsables de l'administration publique des districts suivants : Bela Vista, Bom Retiro, Cambuci, Consolação, Liberdade, República, Santa Cecília et Sé, situés dans la région centrale de la ville de São Paulo, sur un territoire de 26,2 km2 avec une population résidente d'environ 431 016 habitants.
Avec la création des sous-préfectures, s'exercera l'administration directe, avec plus d'autonomie, plus d'efficacité, de participation populaire et de développement local, avec pour mission de consolider les instruments de démocratisation du Pouvoir Public avec le Budget Participatif et de renforcer la démocratisation de la gestion publique et la participation au niveau régional. Le pouvoir public municipal est devenu plus proche et plus accessible au citoyen, travaillant avec des actions intégrées des différents domaines de la mairie : santé, assistance sociale, éducation, transports, espaces verts, entre autres.
Les sous-préfectures fournissent des services d'assistance, recevant les demandes et les plaintes de la population, résolvant les problèmes identifiés, planifiant, réglementant et contrôlant l'utilisation des terres, l'assistance sociale et la promotion de la pratique des sports, des loisirs et de la culture. Les principales activités sont également l'entretien des infrastructures urbaines et des projets et travaux dans la région.

### Sous-préfets
- Sérgio Marasco Torrecillas (1er août 2002 — 31 décembre 2004)
- Andréa Matarazzo (2005 — 2007)
- Amauri Luiz Pastorello (2007 — octobre 2009)
- Nevoral Alves Bucheroni (octobre 2009 — décembre 2012)
- Marcos Barreto (2013 — 2013)
- Alcides Amazonas (2013 — 2016)
- Gilmar Tadeu Ribeiro Alves (2016 — 2016)
- Eduardo Odloak (2017 — 2018)
- Roberto Arantes Filho (2019 — actuel)

## Districts de la sous-préfecture de la Sé

### District de Bela Vista
- IDH : 0,940 — très élevé (12e)
- Superficie : 2,6 km2
- Population : 69 460 habitants
- Principaux quartiers : Bela Vista, Morro dos Ingleses, Bixiga
- Principales voies d'accès : Avenue Nove de Julho, Avenue Vinte e Três de Maio, Avenue Brigadeiro Luís Antônio et Avenue Paulista

### District de Bom Retiro
- IDH : 0,847 — élevé (51e)
- Superficie : 4 km2
- Population : 33 892 habitants
- Principaux quartiers : Bom Retiro, Luz, Ponte Pequena
- Principales voies d'accès : Rua José Paulino

### District de Consolação
- IDH : 0,950 — très élevé (8e)
- Superficie : 3,7 km2
- Population : 57 365 habitants
- Principaux quartiers : Cerqueira César (partiellement), Higienópolis, Pacaembu et Vila Buarque (partiellement)
- Principales voies d'accès : Rua da Consolação, Avenue Ipiranga, Avenue Higienópolis, Avenue Angélica, Avenue Pacaembu et Avenue Paulista